# Zakaria Labyad
Zakaria Labyad (Utrecht, 9 de março de 1993) é um futebolista marroquino. Atualmente joga no Dalian Yingbo, da China.

## Carreira

### PSV
Labyad chegou ao PSV através de um programa de jovens em Janeiro de 2009. Renovou o seu contrato com o seu clube até ao Verão de 2012. Antes de jogar no PSV jogou no USV Elinkwijk. Labyad estreou-se na equipa titular no dia 25 de Fevereiro de 2010, contra o Hamburgo SV, na Europe League. A partir daí somou vários golos e jogos pelo PSV.

### Sporting
Em 3 de Abril de 2012, o presidente do Sporting revelou que Labyad iria se juntar ao clube na época de 2012-2013, com um contrato de 5 anos. O PSV não queria deixar sair o jogador promissor, mas o mesmo jogador disse que queria se juntar ao Stijn Schaars e Ricky van Wolfswinkel dificultando a vida ao clube neerlandês. No dia 2 de Julho de 2012 o Sporting oficializou a contratação de Labyad por 5 anos, com uma cláusula de rescisão de 50 milhões de euros.

### Seleção Marroquina
Labyad jogou 1 jogo pela seleção marroquina de sub-23 onde marcou o seu primeiro golo. No dia 7 de Julho de 2012 Labyad foi convocado para os Jogos Olímpicos para representar Marrocos.

## Títulos
PSV
- Copa dos Países Baixos: 2011–12

Ajax
- Copa dos Países Baixos: 2018–19
- Eredivisie: 2018–19

### Prêmios individuais
- Jogador do mês da Eredivisie: Novembro de 2017